# Toyota Tercel
De Toyota Tercel is een compacte auto geproduceerd door Toyota van 1978 tot 1999. Het ontwikkelingsprogramma van de Tercel had de codenaam 30B, en in augustus 1978 werd de Tercel geïntroduceerd in Japan. Het is de allereerste voorwielaangedreven auto van Toyota. In Japan was de Toyota Tercel ook bekend als Toyota Corsa. De Toyota Tercel was het model tussen de kleinere Toyota Starlet en grotere Toyota Corolla. De Tercel deelt hetzelfde platform als de Toyota Paseo (bekend in Japan als Toyota Cynos) en Toyota Starlet.
In totaal zijn vijf generaties Toyota Tercel geproduceerd.

## Eerste generatie (L10)

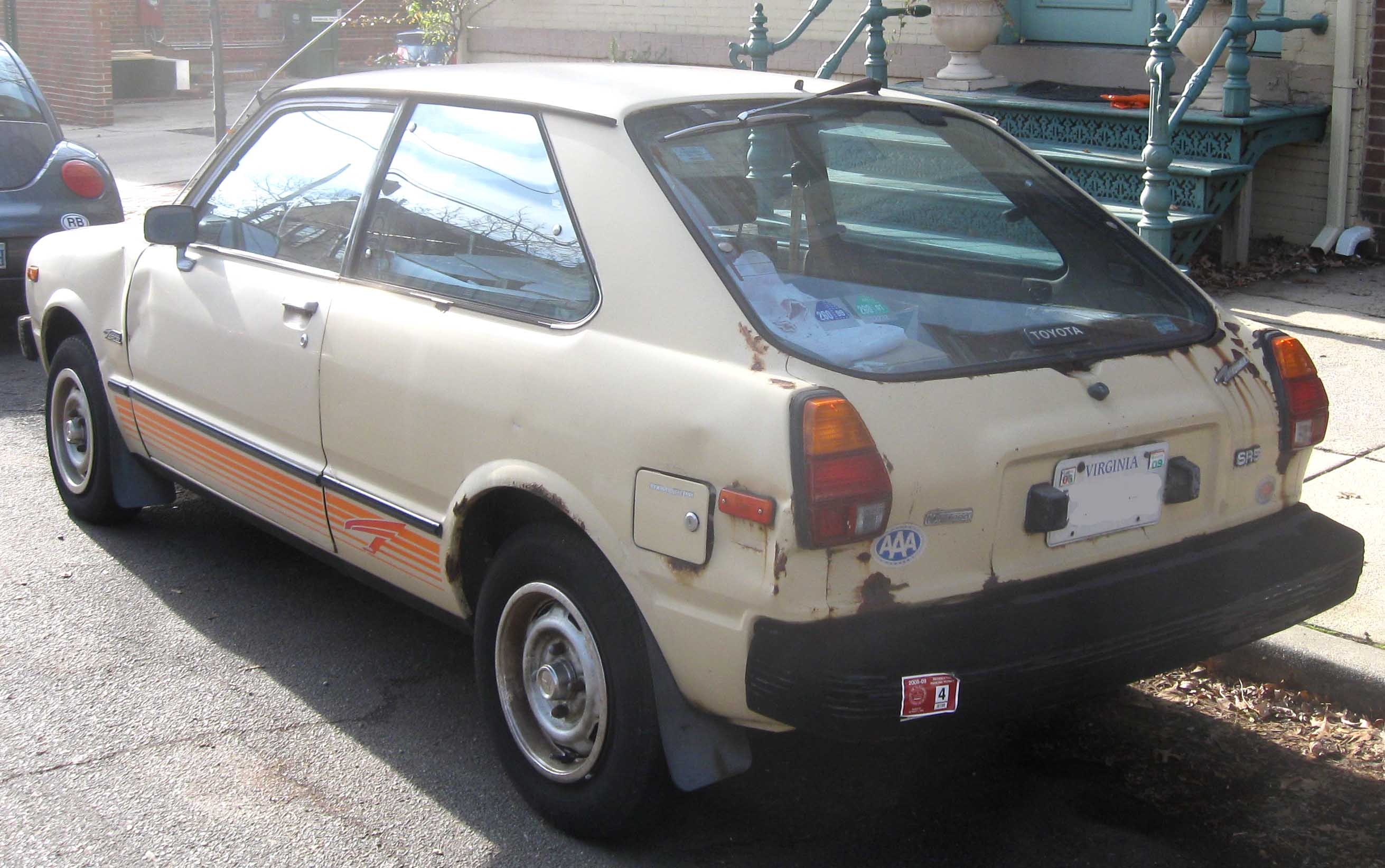
Tercel L10 coupé hatchback

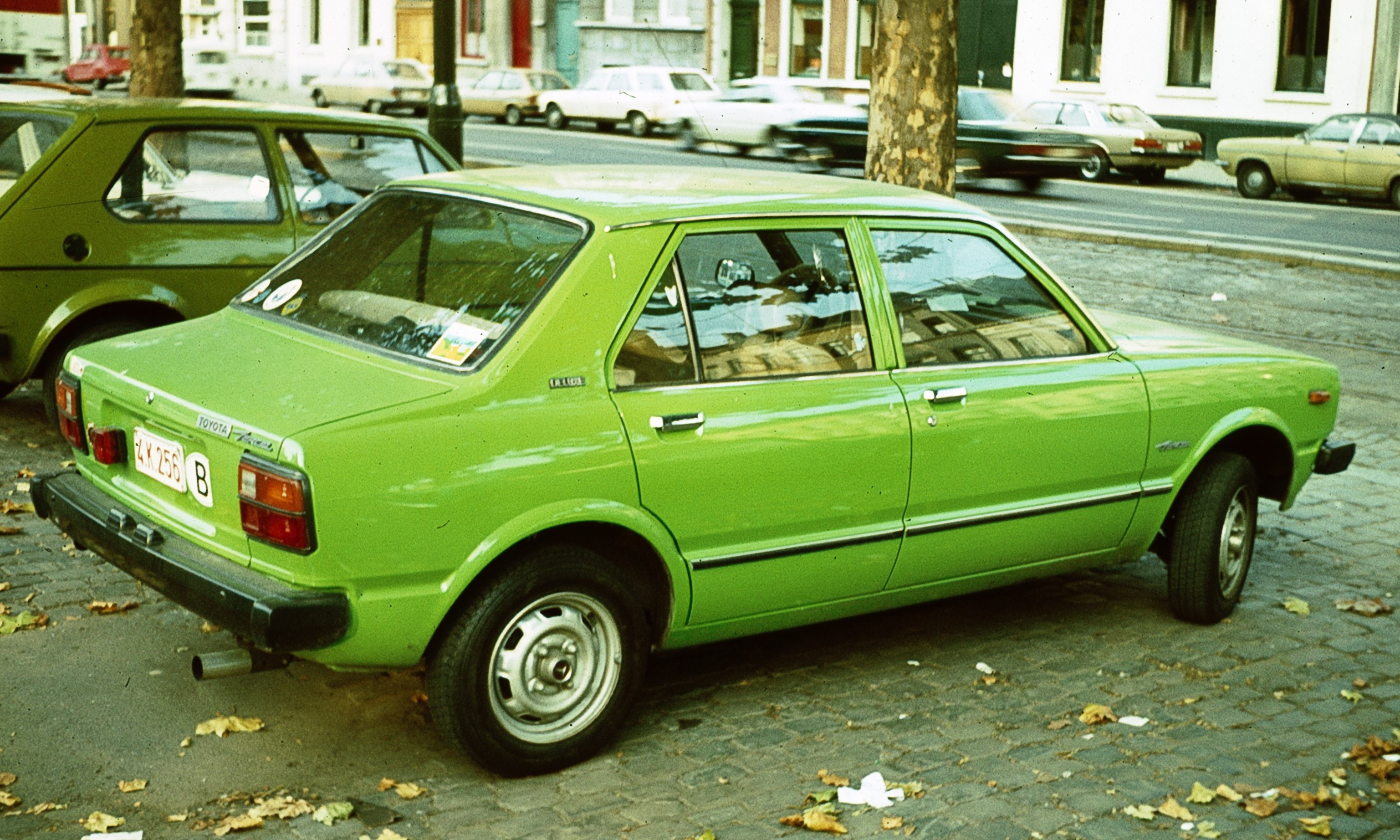
Tercel L10 vierdeurs sedan

De eerste generatie (L10) werd in augustus 1978 geïntroduceerd in Japan, en werd van 1979 beschikbaar in Europa. In de Verenigde Staten werd hij aanvankelijk de Toyota Corolla Tercel genoemd.
Het is gebruikelijk In Japan om modellen in verschillende dealernetwerken te verkopen, zo gebeurde ook met de Toyota Tercel en Corsa. De Tercel werd verkocht bij de Corolla Store dealers en de Corsa bij de Toyopet Store dealers. De Tercel modellen met een rijkere uitrusting werden verkocht bij de Corolla Store, en de Corsa en Tercel modellen met een basisuitrusting werden verkocht bij de Toyopet Store. De verschillen tussen de Tercel en Corsa zijn enkel cosmetisch en triviaal.
De Tercel L10 werd in Noord-Amerika verkocht als Corolla Tercel.
Carrosserievormen
De Tercel was leverbaar als twee-en vierdeurs sedan, en als driedeurs coupé hatchback. De glazen achterruit kan geopend worden om toegang te krijgen tot de laadruimte. In 1981 volgde een facelift.
Aandrijving
De motor was - in tegenstelling tot wat later gebruikelijk werd bij voorwielaangedreven auto's - nog langsgeplaatst net als bij achterwielaangedreven auto's. De Toyota Tercel L10 was in Nederland alleen leverbaar met de 1,3 liter 2A viercilinder benzinemotor. Deze motor levert een maximaal vermogen van 48 kW of 65 DIN pk bij 6000 tpm en een maximaal koppel van 98 Nm bij 3800 tpm.
Voor de Japanse Tercel/Corsa modellen was ook de 1,5 liter 1A-U motor beschikbaar, welke een maximaal vermogen van 59 kW of 80 DIN pk bij 5600 tpm en een maximaal koppel van 113 Nm bij 3600 tpm heeft.
In juni 1979 werden voor de Japanse markt de 1,3 liter 2A-U en 1,5 liter 3A-U motoren toegevoegd. De 1,5 liter 1A-U motor werd vervangen door de 1,5 liter 3A-U motor, omdat de 3A-U gedeeld werd met de Toyota Corolla E7. De 1,5 liter 3A-U motor kon alleen worden gekoppeld aan een automatische versnellingsbak.

## Tweede generatie (L20)
De tweede generatie (L20) deed zijn intrede eind 1982. De Tercel was nu een echte hatchback geworden en leverbaar als drie- en vijfdeurs model. Aan de motorisering veranderde er niets. Wel werd er een stationwagon met vierwielaandrijving toegevoegd met een 1.5 liter benzinemotor van 72 pk. De tweede generatie bleef leverbaar tot 1986, de stationwagon hield het nog tot 1987 uit.
Corolla II
Naast de Tercel en Corsa ontstond in Japan ook de Toyota Corolla II, een voorwielaangedreven hatchback. De Tercel, Corsa en Corolla II vormden een drietal die allen op een andere manier werden verkocht. De Corolla II was kleiner dan de reguliere Corolla E8 en moest concurreren met diverse kleine voorwielaangedreven hatchbacks die toen populair waren.

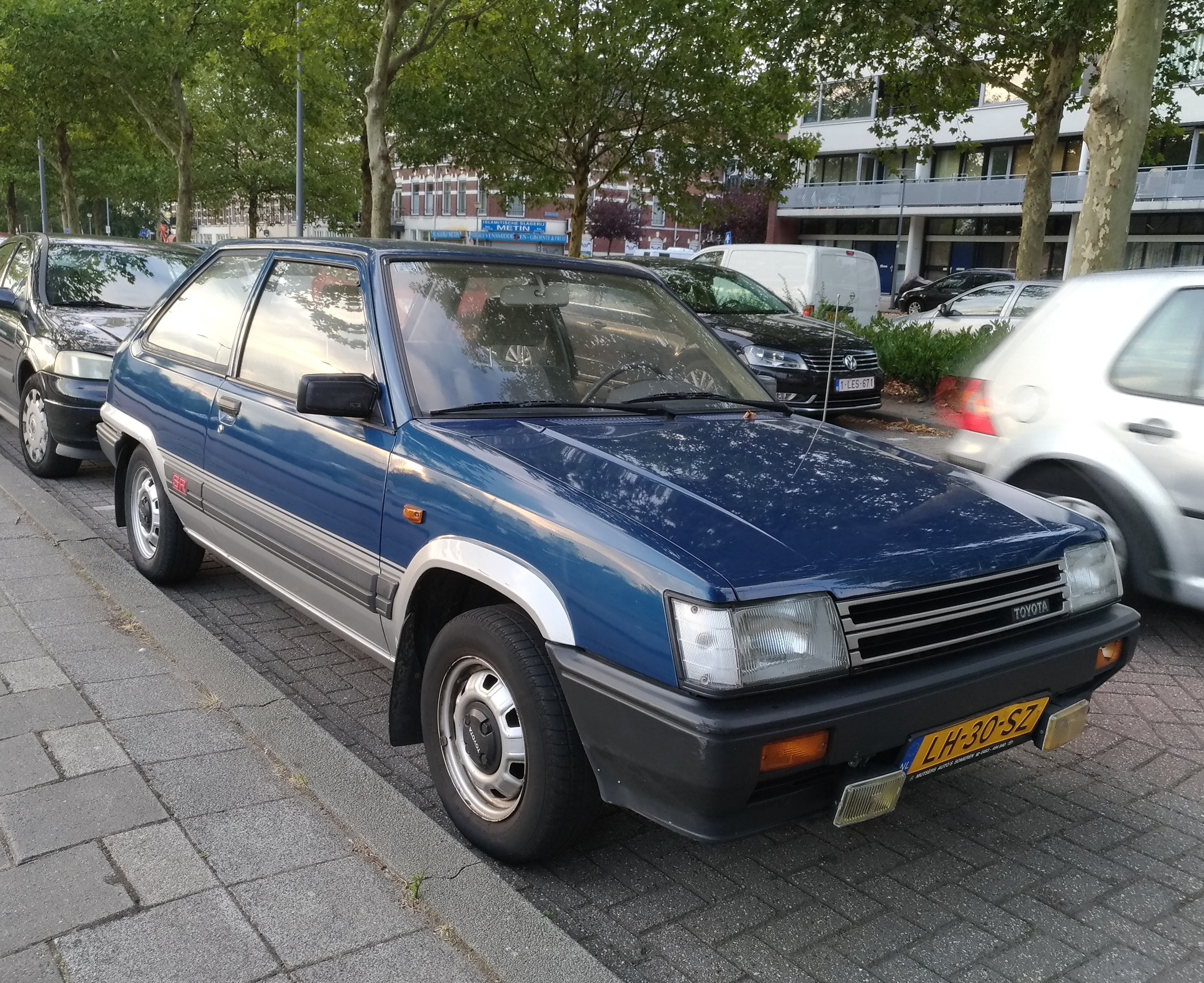
Toyota Tercel SR (L20), met 1,3 liter 2A motor
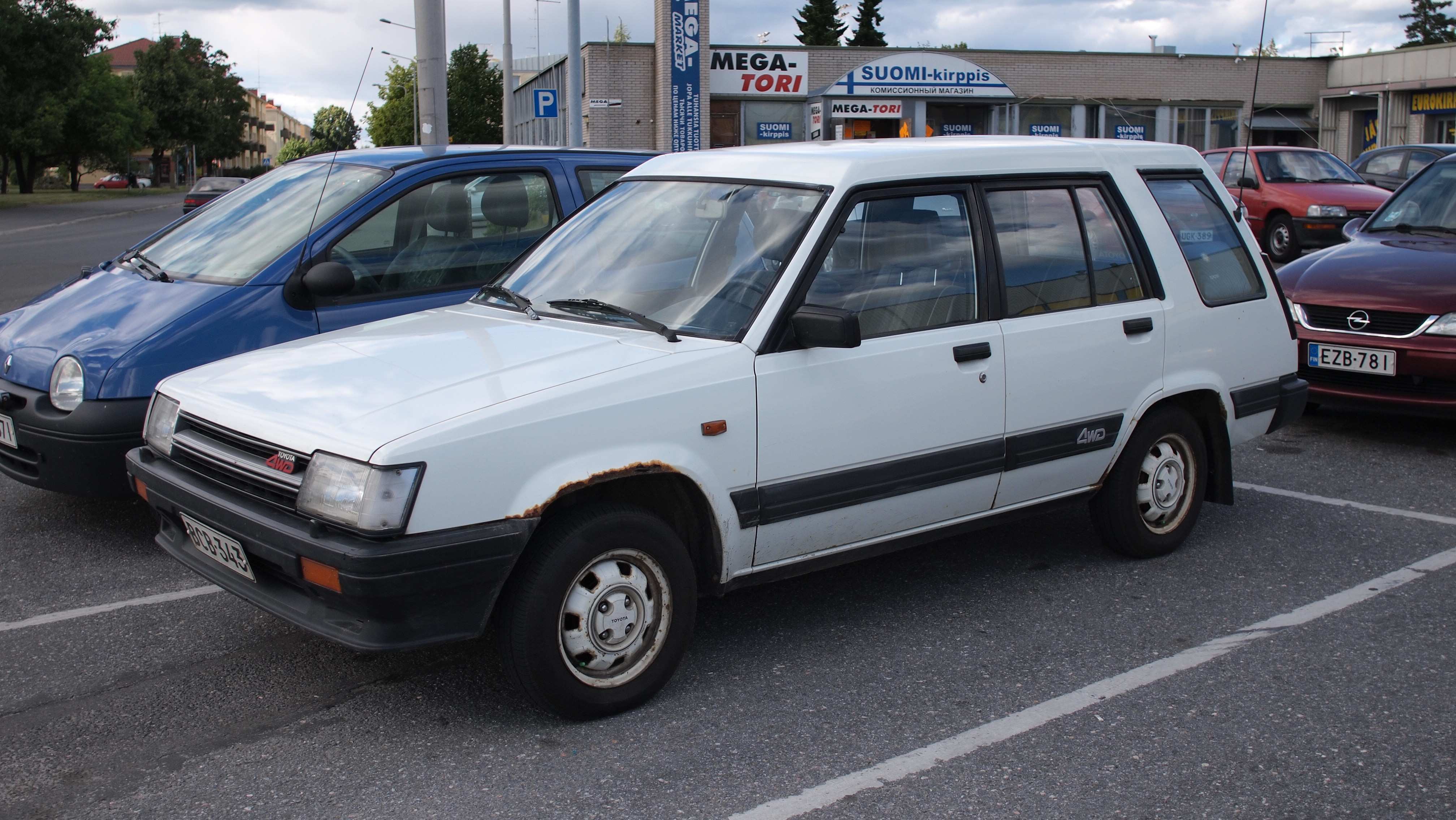
Toyota Tercel Wagon 4WD (L20)

## Derde generatie (L30)
De derde generatie Tercel, Corsa en tweede generatie Corolla II deden hun intreden in Japan in mei 1986.

## Vierde generatie (L40)
In september 1990 werden de vierde generatie Tercel en Corsa en derde generatie Corolla II geïntroduceerd.

## Vijfde generatie (L50)
In september 1994 werd de laatste generatie Tercel, Corsa en Corolla II gepresenteerd.
Personenauto's (leverbaar): Aygo · bZ4X · Camry · Corolla · C-HR · Highlander · Land Cruiser · Mirai · Prius · RAV4 · (GR) Supra · Yaris · Yaris Cross

Bedrijfswagens: Hilux · Proace

Niet meer leverbaar: 1000 · 2000GT · 4Runner · Auris · Avensis · Avensis Verso · Carina · Celica · Corolla Verso · Corona · Cressida · Crown · Dyna · FunCruiser · GT86 · Hiace · iQ · LiteAce · MR2 · Paseo · Picnic · Previa · Starlet · Tercel · Urban Cruiser · Verso · Verso-S · Yaris Verso